# الاكتئاب القصير المتكرر
الاكتئاب القصير المتكرر (اختصارًا RBD) هو اضطرابٌ عقلي يتميز بنوبات اكتئاب متقطعة، ولا يتعلق بدورات الحيض عند النساء التي تحدث ما بين 6 إلى 12 مرة تقريبًا في السنة على مدار عام واحد على الأقل أو أكثر لتحقيق المعايير التشخيصية لنوبات الاكتئاب العظمى (الإصدار الرابع من الدليل التشخيصي والإحصائي للاضطرابات النفسية والمراجعة العاشرة للتصنيف الدولي للأمراض) باستثناء المدة التي تقل في الاكتئاب القصير المتكرر عن 14 يومًا، عادةً 5-7 أيام.
وعلى الرغم من قصر مدة نوبات الاكتئاب، إلا أن هذه النوبات شديدة، ويشيع أثناءها التفكير في الانتحار وضعف الأداء إلى حد ما. لقد أبلغ غالبية مرضى الاكتئاب القصير المتكرر أيضًا عن أعراض القلق والتهيج المتزايد. كما أن فرط النوم شائع أيضًا. وحوالي نصف المرضى الذين تطبق عليهم المعايير التشخيصية للاكتئاب القصير المتكرر قد يكون لديهم أيضاً نوبات قصيرة من الهوس الخفيف القصير وهو علامة شدة للاكتئاب القصير المتكرر.
قد يكون الاكتئاب القصير المتكرر الاضطراب العقلي الوحيد الموجود، ولكن قد يحدث أيضًا كجزء من تاريخ نوبات الاكتئاب الرئيسية المتكررة أو الاضطرابات ثنائية القطب. ويظهر هذا الاكتئاب أيضًا بين بعض المرضى الذين يعانون من اضطرابات الشخصية.

## معدل الانتشار
قُدِّر معدل انتشار الاكتئاب القصير المتكرر مدى الحياة بحوالي 2.6 إلى 10.0%، وانتشار لمدة سنة واحدة بنسبة 5.0-8.2%. أفاد مشروع منظمة الصحة العالمية حول "المشاكل النفسية في الرعاية الصحية العامة" الذي اعتمد على عينات الرعاية الأولية عن انتشار لمدة عام واحد بنسبة 3.7 - 9.9%. ومع ذلك، لم تفرق أي من هذه الدراسات بين الاكتئاب القصير المتكرر مع أو بدون التاريخ المرضي لـ اضطرابات المزاج الأخرى (مثل الاكتئاب الشديد). قدرت التجربة الميدانية في الإصدار الرابع من الدليل التشخيصي والإحصائي للاضطرابات النفسية مدة الاكتئاب القصير المتكرر بحوالي 2% فقط.

## الأسباب
سبب(مسببات) الاكتئاب القصير المتكرر غير معروف، ولكن النتائج الحديثة تشير إلى وجود صلة بينه وبين الاضطرابات ثنائية القطب، مما يشير إلى أهمية العوامل الوراثية. مجموعة فرعية صغيرة من مرضى الاكتئاب القصير المتكرر يعانون من صرع الفص الصدغي.

## العلاج
تم اقتراح كل من العلاج النفسي بالإضافة إلى الأدوية المختلفة (مثل مثبطات امتصاص السيروتونين الانتقائية - أو مثبتات الحالة المزاجية، مثل الليثيوم ومضادات الصرع) كعلاجات. ومع ذلك، لم يتم إجراء أي تجربة علاج عشوائية ذات شواهد لحالات الاكتئاب القصير المتكرر.

## التاريخ
وُصفت الاضطرابات التي تتميز بفترات نوبات اكتئابية تستمر من ساعات إلى أيام منذ عام 1852 على أنها "كآبة دورية" أو "اضطراب اكتئابي متقطع" أو "اكتئاب قصير جدًا".
تطلب تشخيص الإصدار الثالث من الدليل التشخيصي والإحصائي للاضطرابات العقلية (1980) الذي اعتمد بشكل كبير على نتائج الدراسات التي أجريت في أماكن العلاج النفسي والعيادات الخارجية، مدة لا تقل عن 14 يومًا لتشخيص الاكتئاب. لم يتم تخصيص فئة تشخيصية لنوبة اكتئابية لمدة أقصر. وهكذا، فقد تم اعتبار الاضطراب الاكتئابي المتقطع المتضمن في معايير تشخيص البحث (1975) لتحديد الإصدارات الثانوية للاكتئاب الشديد ("الاكتئاب الطفيف") ولم يتم تضمينه في الإصدار الثالث من الدليل التشخيصي والإحصائي للاضطرابات.
ومع ذلك، بناءً على بيانات من الدراسات الوبائية، صاغ الطبيب النفسي والباحث السويسري جول أنجست مفهوم "الاكتئاب القصير المتكرر" وقدّم معايير تشخيصية لهذا النوع من اضطراب المزاج في عام 1985. وأكدت العديد من الدراسات الأوروبية الأخرى بشكل مستقل حدوث الاكتئاب القصير المتكرر في عموم العينة والعينات السريرية. وهكذا تم تضمين الاكتئاب القصير المتكرر في المراجعة العاشرة للتصنيف الدولي للأمراض الذي نشرته منظمة الصحة العالمية عام 1992.
وصفت النوبات الأقل تكرارًا من الاكتئاب القصير بالاكتئاب القصير المتكرر ولم يتم تضمينها في المراجعة العاشرة للتصنيف الدولي للأمراض. وقدّم الدليل التشخيصي والإحصائي للاضطرابات النفسية الأمريكي (1994)، معايير تشخيصية مؤقتة لـ الاكتئاب القصير المتكرر، لكنه قرر انتظار المزيد من الدراسات قبل تضمينه في نظام التصنيف.